# 테티스 (위성)
테티스(Tethys)는 토성의 위성으로, 1684년 조반니 도메니코 카시니가 발견했다. 테티스의 지름은 약 1066km이며, 테티스는 태양계에서 16번째로 큰 위성이다.

## 발견과 이름
테티스는 그리스 신화의 거신족 테티스의 이름을 따왔다. 다른 이름으로 토성 III 또는 S III 테티스로 읽기도 한다.
테티스는 1684년 디오네와 함께 발견되었다. 발견하기 전에 레아, 이아페투스가 1671년 ~ 1672년에 먼저 발견되었다. 카시니는 파리 천문대에 세운 대형 공중 망원경을 사용하여 4개 위성을 관측했다.
1671년부터 1684년에 걸쳐 발견한 4개의 위성(테티스, 디오네, 레아, 이아페투스)를 당시 프랑스 왕이었던 루이 14세에게 경의를 표하는 의미에서 '루이의 별들'로 이름을 붙였다.
17세기 말에 이르러 천문학자들은 이들을 관습적으로 토성 I, 토성 II...토성 V(테티스, 디오네, 레아, 타이탄, 이아페투스)로 부르게 되었다. 1789년 미마스와 엔셀라두스가 발견되자 로마 숫자는 V에 둘을 더한 VII까지 늘어났다. 1848년 히페리온이 발견되면서 이아페투스의 이름은 토성 VIII로 바뀌었다. 이후 로마 숫자 명칭은 바뀌지 않고 오늘날에 이르고 있다.
토성의 위성 7개의 이름은 존 허셜(미마스와 엔셀라두스를 발견한 윌리엄 허셜의 아들)이 1847년 자신의 책 '희망봉에서 작성된 천문 관측 결과'에서 언급한 것이다. 이 책에서 허셜은 그리스 신화에 나오는 크로노스의 딸과 형제들인, 티탄족 이름을 위성들에 붙였다.

## 물리적 특징
테티스는 디오네나 레아와 같이 얼음으로 구성된 천체이다. 밀도가 0.98g/cm³임을 고려할 때, 테티스는 대부분 물로 이루어져 있음을 알 수 있다. 테티스의 표면은 충돌구가 매우 많으며 얼음이 갈라져 생긴 틈들이 있다. 테티스는 태양계 내에서 태양빛(가시광선)을 가장 효과적으로 반사하는 천체 중 하나인데, 기하학적 반사율는 1.229이다. 이토록 높은 반사도는 토성의 E-고리(엔셀라두스의 남극 분출공에서 뿜어져 나온 작은 얼음 조각들로 이루어져 있음)에서 방출된 물질들 때문이다.

테티스 표면의 합성 사진.

테티스 표면은 크게 두 가지로 나눌 수 있는데, 첫째는 충돌구가 많은 지역과, 둘째는 위성 전체를 두르고 있으며 충돌구가 성기게 존재하는 어두운 지대가 그것이다. 충돌구가 적고 어두운 지역은 테티스가 한때 내부가 역동적으로 활동하여 예전에 있던 오래된 지각을 바꾸어 놓았음을 보여준다. 띠처럼 위성을 두른 어두운 지대가 생긴 이유는 확실히 밝혀지지 않았다. 최근 갈릴레오 호가 보내 온 가니메데와 칼리스토 사진에서 두 위성은 모두 극 지방 쪽 분화구 경사면에 밝은 색의 얼음이 쌓여 있는 모습을 보여주고 있다. 멀리 떨어져서 보면 이 얼음 퇴적층은 작은 분화구 내에 있는 수천 개의 얼음 조각들(카메라의 분해능이 낮아서 정확한 상을 잡지 못했다) 때문에 더 밝아 보인다. 테티스 표면도 이들과 비슷하게 밝은 얼음 조각들로 구성되어 있을 것으로 보인다.
테티스의 서반구에는 오디세우스로 불리는 거대한 충돌구(지름이 450킬로미터로 테티스 크기의 40퍼센트에 이른다)가 있다. 이 충돌구는 매우 얕고 달이나 수성처럼 가장자리가 산맥처럼 높이 솟아 있지 않은데(다시 말하면, 테티스의 둥근 표면 모양에 굴곡을 형성하지 않을 정도), 이는 칼리스토에 있는 충돌구들과 비슷하다. 이는 테티스 표면의 약한 얼음판이 오랜 시간을 거치면서 무너져 내렸기 때문이다.
테티스 표면에서 볼 수 있는 두 번째 특징은 이타카 카스마(Ithaca Chasma)인데, 이는 테티스의 대계곡으로 위성의 북쪽에서 시작하여 남쪽까지 표면을 가로지르고 있다. 미국 항공 우주국의 보이저 1, 2호가 보내 온 사진에서는 이 균열이 폭 100킬로미터에 깊이는 3~5킬로미터 정도였다. 계곡의 총 길이는 2천 킬로미터로 테티스의 둘레 길이 3/4에 이르는 규모이다. 이타카 카스마는 테티스의 내부에 있던 물이 굳어서 생겨난 것으로 추측하고 있다. 물이 얼면서 표면이 갈라지고, 위성의 부피가 증가한 것으로 보고 있다. 테티스 표면 밑의 바다는 디오네와의 2대 3 궤도 공명(테티스의 궤도 이심률과 조석열의 원인임)으로 생긴 것으로 알려졌다. 이 바다는 두 위성이 궤도 공명 상태에서 벗어나면서 얼어붙은 것으로 보인다. 테티스가 굳기 전 생겨난 오래된 충돌구들은 아마 테티스의 지질학적 활동으로 인해 지워졌을 것이다. 이타카 카스마의 생성에 대해 다른 이론이 있는데, 오디세우스 분화공을 만든 강력한 충격파로 인해 테티스 표면에 있던 연약한 얼음층이 갈라졌다는 것이다. 테티스의 표면 온도는 섭씨 영하 187도이다.

## 트로이 위성
테티스와 공전 궤도를 공유하는 두 개 위성(텔레스토, 칼립소)는 테티스의 라그랑주 점 L4 와 L5에 60도 각도로 테티스의 앞 뒤에 각각 위치하고 있다.

## 근접 통과
카시니 호가 2005년 9월 23일 테티스에 1500킬로미터까지 접근했다. 앞으로 카시니 호는 테티스를 먼 거리에서 지나치는 일은 여러 번 있을 것이지만, 2005년처럼 가까이 접근할 계획은 없다.

## 사진

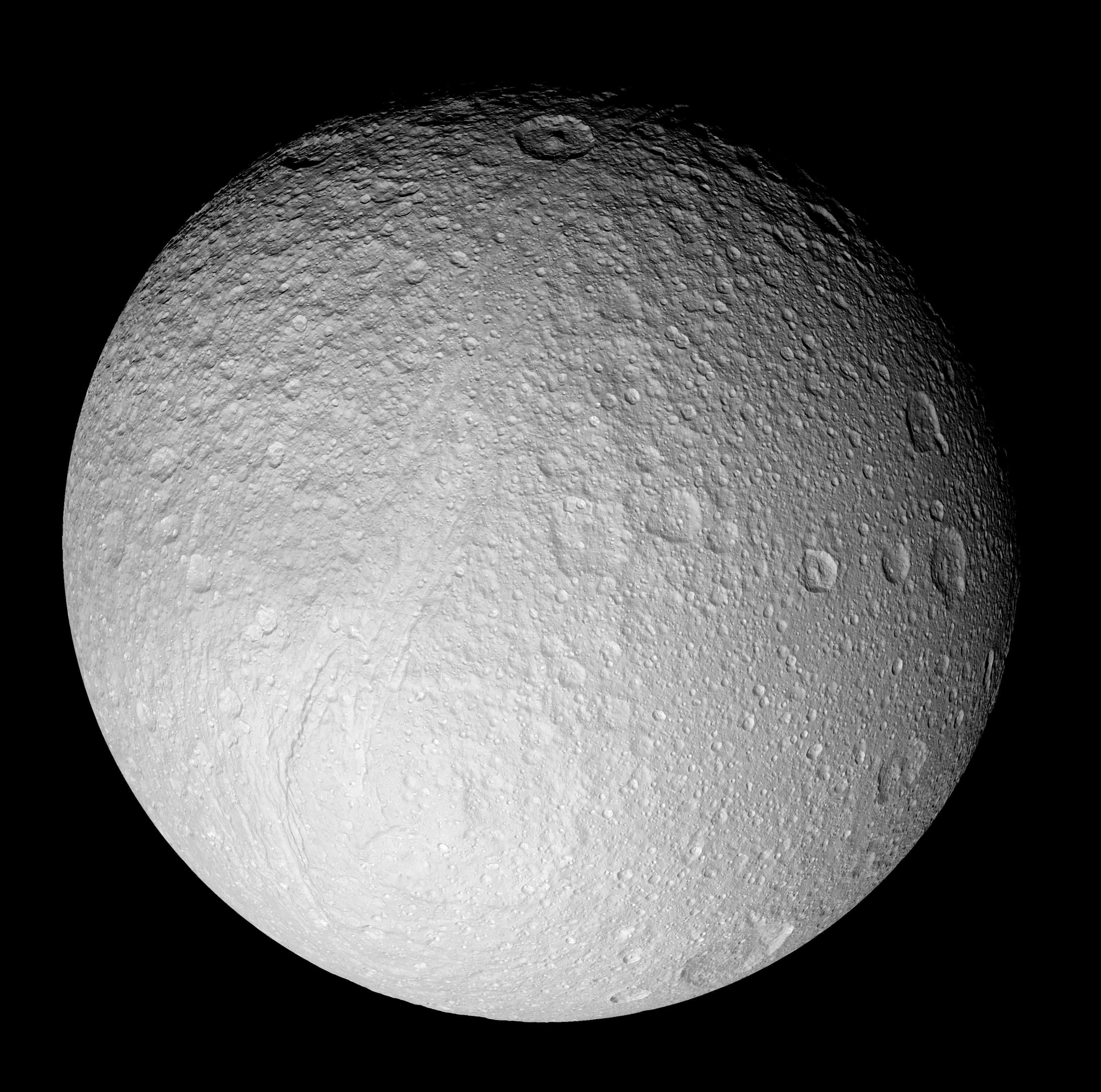
카시니 호가 찍은 테티스의 사진. 위성 전면부를 가로지르는 거대한 절벽 이타카 카스마의 모습이 보인다.

## 같이 보기
- 행성

## 참고 문헌
- Canup, R. M. (2010년 12월 12일). “Origin of Saturn's rings and inner moons by mass removal from a lost Titan-sized satellite”. 《Nature》 468 (7326): 943–6. Bibcode:2010Natur.468..943C. doi:10.1038/nature09661. PMID 21151108.
- Carvano, J. M.; Migliorini, A.; Barucci, A.; Segura, M.; CIRS Team (April 2007). “Constraining the surface properties of Saturn's icy moons, using Cassini/CIRS emissivity spectra”. 《Icarus》 187 (2): 574–583. Bibcode:2007Icar..187..574C. doi:10.1016/j.icarus.2006.09.008.
- Cassini, G. D. (1686–1692). “An Extract of the Journal Des Scavans. Of April 22 st. N. 1686. Giving an Account of Two New Satellites of Saturn, Discovered Lately by Mr. Cassini at the Royal Observatory at Paris”. 《Philosophical Transactions of the Royal Society of London》 16 (179–191): 79–85. doi:10.1098/rstl.1686.0013. JSTOR 101844.
- “Cassini Solstice Mission: Saturn Tour Dates: 2011”. JPL/NASA. 19 September 2011에 원본 문서에서 보존된 문서. 18 December 2011에 확인함.
- Chen, E. M. A.; Nimmo, F. (2008년 3월 14일). 〈Thermal and Orbital Evolution of Tethys as Constrained by Surface Observations〉 (PDF). 《39th Lunar and Planetary Science Conference, (Lunar and Planetary Science XXXIX)》. League City, Texas. 1968쪽. LPI Contribution No. 1391. 2011년 12월 12일에 확인함.
- Cook, Jia-Rui C. (2010년 8월 16일). “Move Over Caravaggio: Cassini's Light and Dark Moons”. JPL/NASA. 2019년 9월 18일에 원본 문서에서 보존된 문서. 2011년 12월 18일에 확인함.
- Dones, L.; Chapman, C. R.; McKinnon, W. B.; Melosh, H. J.; Kirchoff, M. R.; Neukum, G.; Zahnle, K. J. (2009). 〈Icy Satellites of Saturn: Impact Cratering and Age Determination〉. 《Saturn from Cassini-Huygens》. 613–635쪽. doi:10.1007/978-1-4020-9217-6_19. ISBN 978-1-4020-9216-9.
- Filacchione, G.; Capaccioni, F.; McCord, T. B.; Coradini, A.; Cerroni, P.; Bellucci, G.; Tosi, F.; d'Aversa, E.; Formisano, V.; Brown, R. H.; Baines, K. H.; Bibring, J. P.; Buratti, B. J.; Clark, R. N.; Combes, M.; Cruikshank, D. P.; Drossart, P.; Jaumann, R.; Langevin, Y.; Matson, D. L.; Mennella, V.; Nelson, R. M.; Nicholson, P. D.; Sicardy, B.; Sotin, C.; Hansen, G.; Hibbitts, K.; Showalter, M.; Newman, S. (January 2007). “Saturn's icy satellites investigated by Cassini-VIMS: I. Full-disk properties: 350–5100 nm reflectance spectra and phase curves”. 《Icarus》 186 (1): 259–290. Bibcode:2007Icar..186..259F. doi:10.1016/j.icarus.2006.08.001.
- Giese, B.; Wagner, R.; Neukum, G.; Helfenstein, P.; Thomas, P. C. (2007). “Tethys: Lithospheric thickness and heat flux from flexurally supported topography at Ithaca Chasma” (PDF). 《Geophysical Research Letters》 34 (21): 21203. Bibcode:2007GeoRL..3421203G. doi:10.1029/2007GL031467.
- Van Helden, Albert (August 1994). “Naming the satellites of Jupiter and Saturn” (PDF). 《The Newsletter of the Historical Astronomy Division of the American Astronomical Society》 (32): 1–2. 14 March 2012에 원본 문서 (PDF)에서 보존된 문서. 17 December 2011에 확인함.
- Hillier, John; Squyres, Steven W. (August 1991). “Thermal stress tectonics on the satellites of Saturn and Uranus”. 《Journal of Geophysical Research》 96 (E1): 15,665–15,674. Bibcode:1991JGR....9615665H. doi:10.1029/91JE01401.
- Howett, C. J. A.; Spencer, J. R.; Pearl, J.; Segura, M. (April 2010). “Thermal inertia and bolometric Bond albedo values for Mimas, Enceladus, Tethys, Dione, Rhea and Iapetus as derived from Cassini/CIRS measurements”. 《Icarus》 206 (2): 573–593. Bibcode:2010Icar..206..573H. doi:10.1016/j.icarus.2009.07.016.
- Hussmann, Hauke; Sohl, Frank; Spohn, Tilman (November 2006). “Subsurface oceans and deep interiors of medium-sized outer planet satellites and large trans-neptunian objects” (PDF). 《Icarus》 185 (1): 258–273. Bibcode:2006Icar..185..258H. doi:10.1016/j.icarus.2006.06.005.
- Jacobson, R. A.; Antreasian, P. G.; Bordi, J. J.; Criddle, K. E.; Ionasescu, R.; Jones, J. B.; Mackenzie, R. A.; Meek, M. C.; Parcher, D.; Pelletier, F. J.; Owen, Jr., W. M.; Roth, D. C.; Roundhill, I. M.; Stauch, J. R. (December 2006). “The Gravity Field of the Saturnian System from Satellite Observations and Spacecraft Tracking Data”. 《The Astronomical Journal》 132 (6): 2520–2526. Bibcode:2006AJ....132.2520J. doi:10.1086/508812.
- Jacobson, R.A. (2010). “Planetary Satellite Mean Orbital Parameters”. 《SAT339 – JPL satellite ephemeris》. JPL/NASA. 2010년 10월 17일에 확인함.
- Jaumann, R.; Clark, R. N.; Nimmo, F.; Hendrix, A. R.; Buratti, B. J.; Denk, T.; Moore, J. M.; Schenk, P. M.; Ostro, S. J.; Srama, Ralf (2009). 〈Icy Satellites: Geological Evolution and Surface Processes〉. 《Saturn from Cassini-Huygens》. 637–681쪽. doi:10.1007/978-1-4020-9217-6_20. ISBN 978-1-4020-9216-9.
- Johnson, T. V.; Estrada, P. R. (2009). 〈Origin of the Saturn System〉. 《Saturn from Cassini-Huygens》. 55–74쪽. doi:10.1007/978-1-4020-9217-6_3. ISBN 978-1-4020-9216-9.
- Khurana, K.; Russell, C.; Dougherty, M. (February 2008). “Magnetic portraits of Tethys and Rhea”. 《Icarus》 193 (2): 465–474. Bibcode:2008Icar..193..465K. doi:10.1016/j.icarus.2007.08.005.
- Lassell, W. (1848년 1월 14일). “Observations of satellites of Saturn”. 《Monthly Notices of the Royal Astronomical Society》 8 (3): 42–43. Bibcode:1848MNRAS...8...42L. doi:10.1093/mnras/8.3.42. 2011년 12월 18일에 확인함.
- Matson, D. L.; Castillo-Rogez, J. C.; Schubert, G.; Sotin, C.; McKinnon, W. B. (2009). 〈The Thermal Evolution and Internal Structure of Saturn's Mid-Sized Icy Satellites〉. 《Saturn from Cassini-Huygens》. 577–612쪽. doi:10.1007/978-1-4020-9217-6_18. ISBN 978-1-4020-9216-9.
- Moore, Jeffrey M.; Schenk, Paul M.; Bruesch, Lindsey S.; Asphaug, Erik; McKinnon, William B. (October 2004). “Large impact features on middle-sized icy satellites” (PDF). 《Icarus》 171 (2): 421–443. Bibcode:2004Icar..171..421M. doi:10.1016/j.icarus.2004.05.009.
- Muller, Daniel. “Pioneer 11 Full Mission Timeline”. 2012년 3월 3일에 원본 문서에서 보존된 문서. 2011년 12월 18일에 확인함.
- Muller, Daniel. “Missions to Tethys”. 2011년 3월 3일에 원본 문서에서 보존된 문서. 2014년 9월 16일에 확인함.
- “Voyager Mission Description”. The Rings Node of NASA's Planetary Data System. 1997년 2월 19일. 2014년 4월 28일에 원본 문서에서 보존된 문서. 2014년 9월 16일에 확인함.
- Observatorio ARVAL (2007년 4월 15일). “Classic Satellites of the Solar System”. Observatorio ARVAL. 2011년 8월 25일에 원본 문서에서 보존된 문서. 2011년 12월 17일에 확인함.
- Ostro, S.; West, R.; Janssen, M.; Lorenz, R.; Zebker, H.; Black, G.; Lunine, J.; Wye, L.; Lopes, R.; Wall, S. D.; Elachi, C.; Roth, L.; Hensley, S.; Kelleher, K.; Hamilton, G. A.; Gim, Y.; Anderson, Y. Z.; Boehmer, R. A.; Johnson, W. T. K. (August 2006). “Cassini RADAR observations of Enceladus, Tethys, Dione, Rhea, Iapetus, Hyperion, and Phoebe” (PDF). 《Icarus》 183 (2): 479–490. Bibcode:2006Icar..183..479O. doi:10.1016/j.icarus.2006.02.019. 2016년 3월 5일에 원본 문서 (PDF)에서 보존된 문서. 2018년 5월 23일에 확인함.
- Price, Fred William (2000). 《The Planet Observer's Handbook》. Cambridge; New York: Cambridge University Press. ISBN 978-0-521-78981-3.
- Roatsch, T.; Jaumann, R.; Stephan, K.; Thomas, P. C. (2009). 〈Cartographic Mapping of the Icy Satellites Using ISS and VIMS Data〉. 《Saturn from Cassini-Huygens》. 763–781쪽. doi:10.1007/978-1-4020-9217-6_24. ISBN 978-1-4020-9216-9.
- Schenk, P.; Hamilton, D. P.; Johnson, R. E.; McKinnon, W. B.; Paranicas, C.; Schmidt, J.; Showalter, M. R. (January 2011). “Plasma, plumes and rings: Saturn system dynamics as recorded in global color patterns on its midsize icy satellites”. 《Icarus》 211 (1): 740–757. Bibcode:2011Icar..211..740S. doi:10.1016/j.icarus.2010.08.016.
- Seal, D. A.; Buffington, B. B. (2009). 〈The Cassini Extended Mission〉. 《Saturn from Cassini-Huygens》. 725–744쪽. doi:10.1007/978-1-4020-9217-6_22. ISBN 978-1-4020-9216-9.
- Squyres, S. W.; Reynolds, Ray T.; Summers, Audrey L.; Shung, Felix (1988). “Accretional Heating of the Satellites of Saturn and Uranus”. 《Journal of Geophysical Research》 93 (B8): 8779–8794. Bibcode:1988JGR....93.8779S. doi:10.1029/JB093iB08p08779.
- Stone, E. C.; Miner, E. D. (1981년 4월 10일). “Voyager 1 Encounter with the Saturnian System” (PDF). 《Science》 212 (4491): 159–163. Bibcode:1981Sci...212..159S. doi:10.1126/science.212.4491.159. PMID 17783826.
- Stone, E. C.; Miner, E. D. (1982년 1월 29일). “Voyager 2 Encounter with the Saturnian System” (PDF). 《Science》 215 (4532): 499–504. Bibcode:1982Sci...215..499S. doi:10.1126/science.215.4532.499. PMID 17771272.
- Thomas, P. C.; Burns, J. A.; Helfenstein, P.; Squyres, S.; Veverka, J.; Porco, C.; Turtle, E. P.; McEwen, A.; Denk, T.; Giesef, B.; Roatschf, T.; Johnsong, T. V.; Jacobsong, R. A. (October 2007). “Shapes of the saturnian icy satellites and their significance” (PDF). 《Icarus》 190 (2): 573–584. Bibcode:2007Icar..190..573T. doi:10.1016/j.icarus.2007.03.012. 2011년 12월 15일에 확인함.
- Verbiscer, A.; French, R.; Showalter, M.; Helfenstein, P. (2007년 2월 9일). “Enceladus: Cosmic Graffiti Artist Caught in the Act”. 《Science》 315 (5813): 815. Bibcode:2007Sci...315..815V. doi:10.1126/science.1134681. PMID 17289992. 2011년 12월 20일에 확인함. (supporting online material, table S1)